# Kłoczew (gmina)
Pour les articles homonymes, voir Kłoczew.
Kłoczew est une gmina rurale (gmina wiejska) du powiat de Ryki, dans la Voïvodie de Lublin, dans l'est de la Pologne.
Son siège administratif (chef-lieu) est le village de Kłoczew, qui se situe environ 11 kilomètres (km) au nord de Ryki (siège du powiat) et 68 kilomètres au nord-ouest de la capitale régionale Lublin (capitale de la voïvodie).
La gmina couvre une superficie de 143,17 km2 pour une population de 7 336 habitants en 2006.

## Histoire
De 1975 à 1998, le village est attaché administrativement à la voïvodie de Siedlce.

Depuis 1999, il fait partie de la nouvelle voïvodie de Lublin.

## Géographie
La gmina inclut les villages (sołectwa) de:

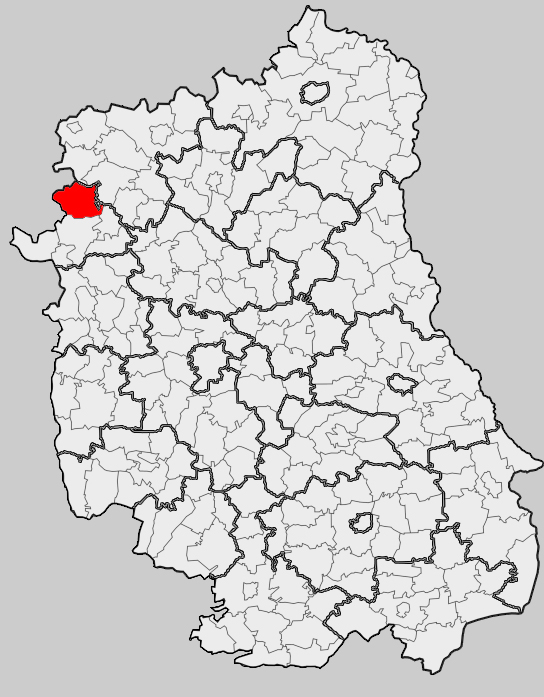
Position de la gmina dans la voïvodie

- Borucicha
- Bramka
- Czernic
- Gęsia Wólka
- Gózd
- Huta Zadybska
- Jagodne
- Janopol
- Julianów
- Kąty
- Kawęczyn
- Kłoczew
- Kokoszka
- Kurzelaty
- Nowe Zadybie
- Padarz
- Przykwa
- Rybaki
- Rzyczyna
- Sokola
- Sosnówka
- Stare Zadybie
- Stryj
- Wola Zadybska
- Wola Zadybska-Kolonia
- Wygranka
- Wylezin
- Zaryte

### Gminy voisines
La gmina de Kłoczew est voisine des gminy de
- Krzywda
- Nowodwór
- Ryki
- Trojanów
- Wola Mysłowska
- Żelechów

## Structure du terrain
D'après les données de 2002, la superficie de la commune de Kłoczew est de 143,17 kilomètres carrés, répartis comme telle :
- terres agricoles : 67 %
- forêts : 24 %

La commune représente 23,26 % de la superficie du powiat.

## Démographie
Données du 30 juin 2004:
| Description        | Total  | Total | Femmes | Femmes | Hommes | Hommes |
| ------------------ | ------ | ----- | ------ | ------ | ------ | ------ |
| Unité              | Nombre | %     | Nombre | %      | Nombre | %      |
| Population         | 7 409  | 100   | 3 661  | 49,4   | 3 748  | 50,6   |
| Densité (hab./km²) | 51,7   | 51,7  | 25,6   | 25,6   | 26,2   | 26,2   |